# Chiesa di San Siro (Borgo San Siro)
La chiesa di San Siro è la parrocchiale di Borgo San Siro, in provincia di Pavia e diocesi di Vigevano; fa parte del vicariato di Garlasco.

## Storia
La prima citazione di un luogo di culto a Borgo San Siro risale al Basso Medioevo: infatti, nel 1217 papa Onorio III confermò con una bolla al vescovo di Pavia Folco Scotti il possesso sulla cappella borghigiana cum cappelliis, parrochiis et pertinentiis suis. Tuttavia, non ve ne è traccia né nelle rationes decimarum del 1322-1323 né nei resoconti della visita pastorale del 1460.
La prima pietra della nuova parrocchiale fu posta nel 1729; l'edificio, sorto al posto della chiesa precedente, venne portato a compimento nel 1732.
Nel 1817 la chiesa passò dalla diocesi di Pavia a quella di Vigevano, come stabilito dalla bolla Beati Petri di papa Pio VI del 17 luglio e confermato dal successivo breve Cum per nostras litteras del 26 settembre.
Dalla relazione della visita pastorale del vescovo Vinc Forzani del 1845 si apprende che i fedeli ammontavano a 1606 e che la parrocchiale, in cui aveva sede la confraternita del Santissimo Sacramento, aveva come filiali gli oratori di Sant'Antonio Abate alla Torrazza e di San Lorenzo Martire alla Magnana.
Il 6 gennaio 1971 la chiesa entrò a far parte della zona pastorale sud est per volere del vescovo Luigi Barbero, per poi essere aggregata il 1º gennaio 1972 al vicariato di Garlasco.

## Descrizione

### Facciata
La facciata a capanna della chiesa, rivolta a sudest, presenta centralmente il portale d'ingresso, sormontato da un ovale, e sopra una finestra ed è scandita da quattro lesene sorreggenti il timpano di forma triangolare.
Annesso alla parrocchiale è il campanile a base quadrata, la cui cella presenta su ogni lato una monofora a tutto sesto ed è coronata dalla cupoletta poggiante sul tamburo.

### Interno
L'interno dell'edificio, la cui pianta è a croce latina, si compone di un'unica navata, sulla quale si affacciano i due bracci del transetto e le cui pareti sono scandite da paraste sorreggenti la trabeazione modanata e aggettante sopra la quale si imposta la volta; al termine dell'aula si sviluppa il presbiterio, rialzato di alcuni gradini e chiuso dall'abside quadrata.